# UTC+06:30

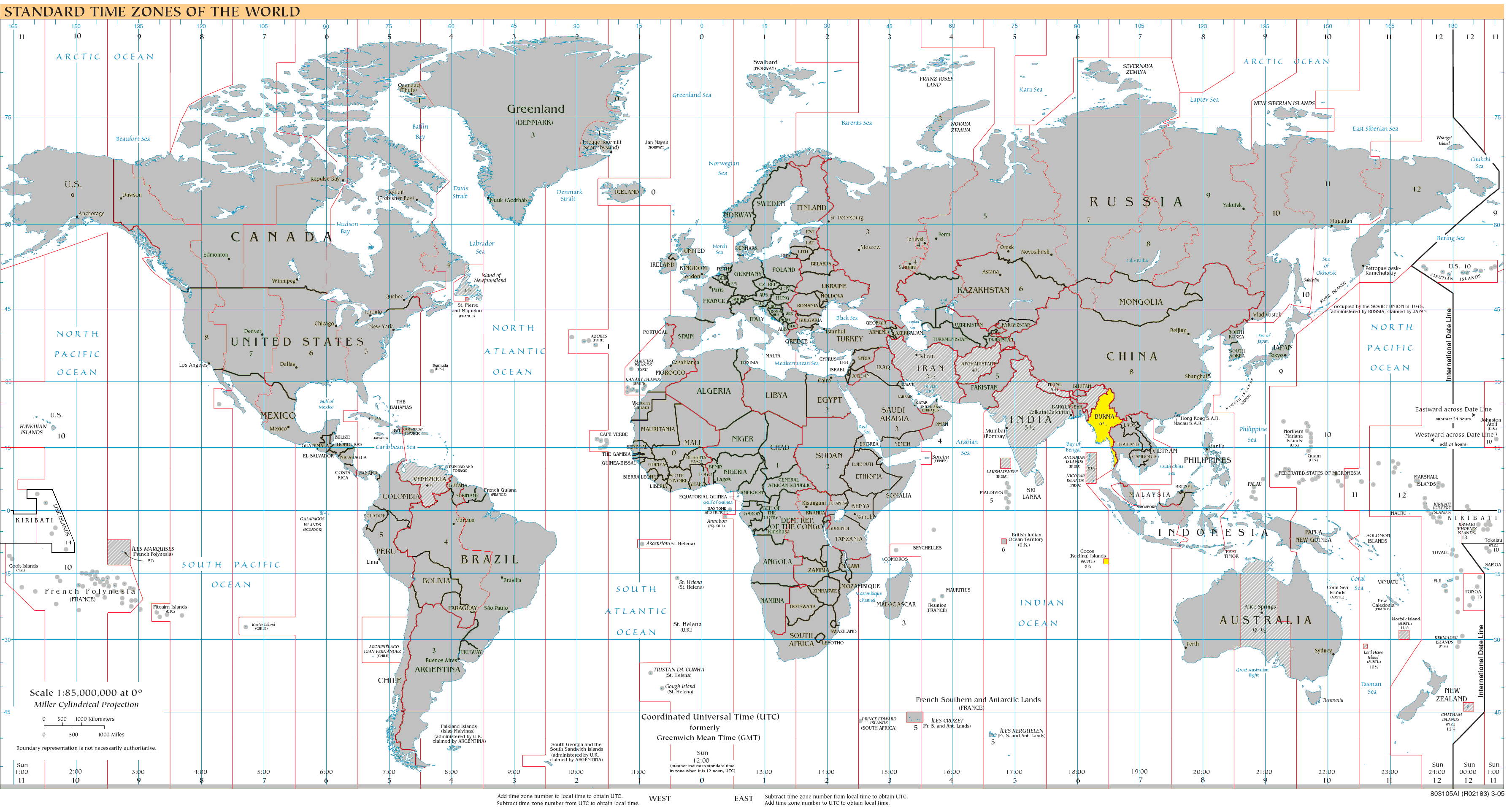
území, kde čas UTC+6½ platí celoročně
území, kde čas UTC+6½ platí sezónně v zimním období
území, kde čas UTC+6½ platí sezónně v letním období
území, kde čas UTC+6½ neplatí
mořské plochy spadající do pásma UTC+6½
mořské plochy nespadající do pásma UTC+6½
Poznámka: Stav k roku 2008

UTC+06:30 je zkratka a identifikátor časového posunu o +6½ hodiny oproti koordinovanému světovému času. Tato zkratka je všeobecně užívána.
Výjimečně lze nalézt zkratku F* nebo F'.
Zkratka se často chápe ve významu časového pásma s tímto časovým posunem. Tento čas je neobvyklý a jeho řídícím poledníkem je 97°30′ východní délky; pásmo by teoreticky mělo rozsah mezi 90° a 105° východní délky.

## Jiná pojmenování
| zkratka | česky | anglicky           | poznámka                     | odkaz |
| CCT     | -     | Cocos Islands Time | viz časová pásma v Austrálii | [ 4 ] |
| MMT     | -     | Myanmar Time       |                              | [ 5 ] |

## Úředně stanovený čas
Čas UTC+06:30 je používán na následujících územích:

### Celoročně platný čas
- Kokosové ostrovy (Austrálie) — standardní čas[p 7] platný na tomto souostroví
- Myanmar — standardní čas[p 7] platný v tomto státě